# جام قهرمانان باشگاه‌های عربی
جام قهرمانان باشگاه‌های عربی که با نام‌های جام قهرمانی باشگاه‌های عرب یا جام فدراسیون فوتبال عرب شناخته می‌شود یک جام دوستانه بین تیم های کشور های عربی است که در ابتدا با هدف ایجاد همبستگی بیشتر بین کشور های عرب زبان در زمینه ورزش فوتبال ایجاد شد.این رقابت‌ها زیر نظر کنفدراسیون فوتبال عرب برگزار می‌شود و جایزه تیم قهرمان فصل ۱۹–۲۰۱۸ حدود ۶ میلیون دلار بوده‌است
تیم‌های الرشید عراق و اسپرانس تونس با ۳ قهرمانی از پرافتخارترین تیم‌های این رقابت‌ها هستند. این جام در سال ۲۰۰۲ با ادغام جام برندگان جام عرب و سوپر جام عرب تاسیس شد.

## فینال‌ها
| Arab Club Champions Cup        | Arab Club Champions Cup            | Arab Club Champions Cup            | Arab Club Champions Cup            | Arab Club Champions Cup             | Arab Club Champions Cup            |
| سال                            | تیم میزبان                         | گل زده                             | تیم میهمان                         | ورزشگاه                             | تماشاچی                            |
| ------------------------------ | ---------------------------------- | ---------------------------------- | ---------------------------------- | ----------------------------------- | ---------------------------------- |
| ۱۹۸۱–۸۲ جزئیات                 | پلیس عراق                          | ۲ – ۰                              | النجمه لبنان                       | ورزشگاه بین‌المللی ملت، بغداد ۱      |                                    |
| ۱۹۸۱–۸۲ جزئیات                 | به النجمه لبنان                    | ۲ – ۲                              | پلیس عراق                          | ورزشگاه بین‌المللی ملت، بغداد ۱      |                                    |
| ۱۹۸۱–۸۲ جزئیات                 | پلیس عراق در مجموع برد ۴ – ۲       |                                    |                                    |                                     |                                    |
| سال                            | قهرمان                             | گل زده                             | نایب قهرمان                        | ورزشگاه                             | تماشاچی                            |
| ۱۹۸۴ جزئیات                    | الاتفاق عربستان سعودی              | ۲                                  | قنیطره                             | ورزشگاه امیر محمد بن فهد، دمام      |                                    |
| ۱۹۸۵ جزئیات                    | الرشید                             | ۲                                  | اتحاد الحراش                       | ورزشگاه بین‌المللی ملت، بغداد        |                                    |
| ۱۹۸۶ جزئیات                    | الرشید                             | ۲                                  | اسپرانس تونس                       | Stade El Menzah, تونس               |                                    |
| ۱۹۸۷ جزئیات                    | الرشید                             | ۲ – ۱ (و.ا.)                       | الاتحاد                            | ورزشگاه امیر فیصل بن فهد، ریاض      |                                    |
| ۱۹۸۸ جزئیات                    | الاتفاق عربستان سعودی              | ۱ – ۱ (۴ – ۲ ضربات پنالتی)         | آفریقایی                           | ورزشگاه الشارجه، شارجه              | ۲۷٬۵۰۰                             |
| ۱۹۸۹ جزئیات                    | الوداد کازابلانکا                  | ۳ – ۱                              | الهلال                             | Stade El-Harti, مراکش               |                                    |
| ۱۹۹۰ جزئیات                    | Cancelled during preliminary round | Cancelled during preliminary round | Cancelled during preliminary round | Cancelled during preliminary round  | Cancelled during preliminary round |
| ۱۹۹۲ جزئیات                    | الشباب عربستان سعودی               | ۲ – ۰ (و.ا.)                       | العربی قطر                         | ورزشگاه بین‌المللی خلیفه، دوحه       |                                    |
| ۱۹۹۳ جزئیات                    | اسپرانس تونس                       | ۳ – ۰                              | المحرق                             | Stade El Menzah, تونس               |                                    |
| ۱۹۹۴ جزئیات                    | الهلال                             | ۰ – ۰ (۴ – ۳ ضربات پنالتی)         | الاتحاد                            | ورزشگاه ملک فهد، ریاض               |                                    |
| ۱۹۹۵ جزئیات                    | الهلال                             | ۱ – ۰                              | اسپرانس تونس                       | ورزشگاه ملک فهد، ریاض               |                                    |
| ۱۹۹۶ جزئیات                    | الاهلی مصر                         | ۳ – ۱                              | الرجا                              | ورزشگاه بین‌المللی قاهره، قاهره      |                                    |
| ۱۹۹۷ جزئیات                    | آفریقایی                           | ۲ – ۱ (و.ا.)                       | الاهلی مصر                         | Stade El Menzah, تونس               | ۴۵٫۰۰۰                             |
| ۱۹۹۸ جزئیات                    | ویداد تلمسان                       | ۳ – ۱                              | الشباب عربستان سعودی               | ورزشگاه امیر عبدالله فیصل، جده      |                                    |
| ۱۹۹۹ جزئیات                    | الشباب عربستان سعودی               | ۲ – ۰                              | الجیش سوریه                        | ورزشگاه بین‌المللی قاهره، قاهره      | ۵٬۰۰۰                              |
| ۲۰۰۰ جزئیات                    | صفاقسی                             | ۲ – ۱ (و.ا.)                       | الجیش سوریه                        | ورزشگاه امیر عبدالله فیصل، جده      |                                    |
| ۲۰۰۱ جزئیات                    | السد                               | ۳ – ۱                              | مولودیه وهران                      | ورزشگاه بین‌المللی خلیفه، دوحه       | ۲۰٬۰۰۰                             |
| Arab Unified Club Championship |                                    |                                    |                                    |                                     |                                    |
| ۲۰۰۲ جزئیات                    | باشگاه فوتبال الاهلی عربستان سعودی | ۱ – ۰                              | آفریقایی                           | ورزشگاه امیر عبدالله فیصل، جده      |                                    |
| ۲۰۰۳ جزئیات                    | زمالک                              | ۲ – ۱                              | الکویت                             | ورزشگاه بین‌المللی قاهره، قاهره      |                                    |
| Arab Champions League          |                                    |                                    |                                    |                                     |                                    |
| ۲۰۰۳–۰۴ جزئیات                 | صفاقسی                             | ۰ – ۰ (۴ – ۳ ضربات پنالتی)         | اسماعیلی                           | ورزشگاه کمیل شمعون، بیروت           |                                    |
| سال                            | تیم میزبان                         | گل زده                             | تیم میهمان                         | ورزشگاه                             | تماشاچی                            |
| ۲۰۰۴–۰۵ جزئیات                 | صفاقسی                             | ۱ – ۲                              | الاتحاد                            | Stade Taïeb Mhiri, صفاقس            |                                    |
| ۲۰۰۴–۰۵ جزئیات                 | الاتحاد                            | ۲ – ۰                              | صفاقسی                             | ورزشگاه امیر عبدالله فیصل، جده      | ۲۶٬۰۰۰                             |
| ۲۰۰۴–۰۵ جزئیات                 | الاتحاد در مجموع برد ۴ – ۱         |                                    |                                    |                                     |                                    |
| ۲۰۰۵–۰۶ جزئیات                 | انپی                               | ۱ – ۲                              | الرجا                              | Plastic Stadium, قاهره              | ۲۰٬۰۰۰                             |
| ۲۰۰۵–۰۶ جزئیات                 | الرجا                              | ۱ – ۰                              | انپی                               | ورزشگاه محمد پنجم، کازابلانکا       | ۸۵٬۰۰۰                             |
| ۲۰۰۵–۰۶ جزئیات                 | الرجا در مجموع برد ۳ – ۱           |                                    |                                    |                                     |                                    |
| ۲۰۰۶–۰۷ جزئیات                 | وفاق سطیف                          | ۱ – ۱                              | الفیصلی امان                       | Stade 8 Mai 1945, سطیف              | ۳۰٬۰۰۰                             |
| ۲۰۰۶–۰۷ جزئیات                 | الفیصلی امان                       | ۰ – ۱                              | وفاق سطیف                          | ورزشگاه ملک عبدالله دوم، امان       | ۲۰٬۰۰۰                             |
| ۲۰۰۶–۰۷ جزئیات                 | وفاق سطیف در مجموع برد ۲ – ۱       |                                    |                                    |                                     |                                    |
| ۲۰۰۷–۰۸ جزئیات                 | الوداد کازابلانکا                  | ۰ – ۱                              | وفاق سطیف                          | ورزشگاه محمد پنجم، کازابلانکا       | ۹۰٬۰۰۰                             |
| ۲۰۰۷–۰۸ جزئیات                 | وفاق سطیف                          | ۱ – ۰                              | الوداد کازابلانکا                  | Stade 8 Mai 1945, سطیف              | ۳۰٬۰۰۰                             |
| ۲۰۰۷–۰۸ جزئیات                 | وفاق سطیف در مجموع برد ۲ – ۰       |                                    |                                    |                                     |                                    |
| ۲۰۰۸–۰۹ جزئیات                 | الوداد کازابلانکا                  | ۰ – ۱                              | اسپرانس تونس                       | ورزشگاه محمد پنجم، کازابلانکا       | ۹۰٬۰۰۰                             |
| ۲۰۰۸–۰۹ جزئیات                 | اسپرانس تونس                       | ۱ – ۱                              | الوداد کازابلانکا                  | ورزشگاه المپیک رادس، رادس           |                                    |
| ۲۰۰۸–۰۹ جزئیات                 | اسپرانس تونس در مجموع برد ۲ – ۱    |                                    |                                    |                                     |                                    |
| UAFA Club Cup                  |                                    |                                    |                                    |                                     |                                    |
| ۲۰۱۲–۱۳ جزئیات                 | العربی کویت                        | ۰ – ۰                              | اتحاد الجزایر                      | ورزشگاه صباح السالم، کویت           | ۲۳٬۴۵۶                             |
| ۲۰۱۲–۱۳ جزئیات                 | اتحاد الجزایر                      | ۳ – ۲                              | العربی کویت                        | Stade 5 Juillet 1962, الجزیره       | ۵۰٬۰۰۰                             |
| ۲۰۱۲–۱۳ جزئیات                 | اتحاد الجزایر در مجموع برد ۳ – ۲.  |                                    |                                    |                                     |                                    |
| Arab Club Championship         |                                    |                                    |                                    |                                     |                                    |
| سال                            | قهرمان                             | گل زده                             | نایب قهرمان                        | ورزشگاه                             | تماشاچی                            |
| ۲۰۱۷ جزئیات                    | اسپرانس تونس                       | ۳ – ۲ (و.ا.)                       | الفیصلی امان                       | ورزشگاه اسکندریه، اسکندریه          | ۷٬۵۰۰                              |
|                                |                                    |                                    |                                    |                                     |                                    |
| سال                            | قهرمان                             | گل زده                             | نایب قهرمان                        | ورزشگاه                             | تماشاچی                            |
| ۲۰۱۸–۱۹ جزئیات                 | ستاره ساحلی                        | ۲ – ۱                              | الهلال                             | ورزشگاه هزاع بن زاید، العین         | ۱۵٬۰۰۰                             |
|                                |                                    |                                    |                                    |                                     |                                    |
| سال                            | قهرمان                             | گل زده                             | نایب قهرمان                        | ورزشگاه                             | تماشاچی                            |
| ۲۰۱۹–۲۰ جزئیات                 | الرجا کازابلانکا                   | ۴ – ۴ (۳-۴)                        | الاتحاد                            | ورزشگاه شاهزاده مولای عبدالله، رباط | ۰                                  |
|                                |                                    |                                    |                                    |                                     |                                    |
| سال                            | قهرمان                             | گل زده                             | نایب قهرمان                        | ورزشگاه                             | تماشاچی                            |
| ۲۰۲۳ جزئیات                    | النصر                              | ۲ – ۱ (و.ا.)                       | الهلال                             | ورزشگاه شهر ورزشی ملک فهد، طائف     | ؟                                  |

۱ هر دو بازی به واسطه جنگ داخلی لبنان در بغداد برگزار شد.

۲ بازیها در مرحله آخر به صورت گروهی برگزار شد.

## حضورها

### بر پایه تیم
| شماره | باشگاه            | قهرمانان | نایب قهرمانان | سال‌های برد       | سال‌های باخت      |
| ----- | ----------------- | -------- | ------------- | ---------------- | ---------------- |
| ۱     | اسپرانس تونس      | ۳        | ۲             | ۱۹۹۳, ۲۰۰۹, ۲۰۱۷ | ۱۹۸۶, ۱۹۹۵       |
| ۲     | الرشید            | ۳        | ۰             | ۱۹۸۵, ۱۹۸۶, ۱۹۸۷ | —                |
| ۳     | الهلال            | ۲        | ۳             | ۱۹۹۴, ۱۹۹۵       | ۱۹۸۹، ۲۰۱۸، ۲۰۲۳ |
| ۴     | الشباب            | ۲        | ۱             | ۱۹۹۲, ۱۹۹۹       | ۱۹۹۸             |
| ۴     | الرجا             | ۲        | ۱             | ۲۰۰۶، ۲۰۱۹       | ۱۹۹۶             |
| ۴     | صفاقسی            | ۲        | ۱             | ۲۰۰۰, ۲۰۰۴       | ۲۰۰۵             |
| ۷     | وفاق سطیف         | ۲        | ۰             | ۲۰۰۷, ۲۰۰۸       | —                |
| ۷     | الاتفاق           | ۲        | ۰             | ۱۹۸۴, ۱۹۸۸       | —                |
| ۹     | الاتحاد           | ۱        | ۳             | ۲۰۰۵             | ۱۹۸۷, ۱۹۹۴، ۲۰۱۹ |
| ۱۰    | آفریقایی          | ۱        | ۲             | ۱۹۹۷             | ۱۹۸۸, ۲۰۰۲       |
| ۱۰    | الوداد کازابلانکا | ۱        | ۲             | ۱۹۸۹             | ۲۰۰۸, ۲۰۰۹       |
| ۱۲    | الاهلی مصر        | ۱        | ۱             | ۱۹۹۶             | ۱۹۹۷             |
| ۱۳    | اتحاد الجزایر     | ۱        | ۰             | ۲۰۱۳             | —                |
| ۱۳    | ویداد تلمسان      | ۱        | ۰             | ۱۹۹۸             | —                |
| ۱۳    | زمالک             | ۱        | ۰             | ۲۰۰۳             | —                |
| ۱۳    | پلیس عراق         | ۱        | ۰             | ۱۹۸۲             | —                |
| ۱۳    | الاهلی            | ۱        | ۰             | ۲۰۰۲             | —                |
| ۱۳    | السد              | ۱        | ۰             | ۲۰۰۱             | —                |
| ۱۳    | ستاره ساحلی       | ۱        | ۰             | ۲۰۱۸             | —                |
| ۱۳    | النصر             | ۱        | ۰             | ۲۰۲۳             | —                |
| ۲۱    | الفیصلی امان      | ۰        | ۲             | —                | ۲۰۰۷, ۲۰۱۷       |
| ۲۱    | الجیش سوریه       | ۰        | ۲             | —                | ۱۹۹۹, ۲۰۰۰       |
| ۲۳    | مولودیه وهران     | ۰        | ۱             | —                | ۲۰۰۱             |
| ۲۳    | اتحاد الحراش      | ۰        | ۱             | —                | ۱۹۸۵             |
| ۲۳    | المحرق            | ۰        | ۱             | —                | ۱۹۹۳             |
| ۲۳    | انپی              | ۰        | ۱             | —                | ۲۰۰۶             |
| ۲۳    | اسماعیلی          | ۰        | ۱             | —                | ۲۰۰۴             |
| ۲۳    | العربی کویت       | ۰        | ۱             | —                | ۲۰۱۳             |
| ۲۳    | الکویت            | ۰        | ۱             | —                | ۲۰۰۳             |
| ۲۳    | النجمه لبنان      | ۰        | ۱             | —                | ۱۹۸۲             |
| ۲۳    | قنیطره            | ۰        | ۱             | —                | ۱۹۸۴             |
| ۲۳    | العربی قطر        | ۰        | ۱             | —                | ۱۹۹۲             |

### بر پایه کشور
| شماره | کشور          | قهرمانان | نایب قهرمانان |
| ----- | ------------- | -------- | ------------- |
| ۱     | عربستان سعودی | ۹        | ۷             |
| ۲     | تونس          | ۷        | ۵             |
| ۳     | الجزایر       | ۴        | ۲             |
| ۴     | عراق          | ۴        | ۰             |
| ۵     | مراکش         | ۳        | ۴             |
| ۶     | مصر           | ۲        | ۳             |
| ۷     | قطر           | ۱        | ۱             |
| ۸     | اردن          | ۰        | ۲             |
| ۸     | کویت          | ۰        | ۲             |
| ۸     | سوریه         | ۰        | ۲             |
| ۱۱    | بحرین         | ۰        | ۱             |
| ۱۱    | لبنان         | ۰        | ۱             |

### بر پایه قاره
| شماره | قاره   | قهرمانان | نایب قهرمانان |
| ----- | ------ | -------- | ------------- |
| ۱     | آفریقا | ۱۶       | ۱۴            |
| ۲     | آسیا   | ۱۴       | ۱۶            |